# Luyten 726-8
Luyten 726-8 è il sesto sistema stellare più vicino al Sole. Si trova a circa 8,73 al, nella parte sud della costellazione della Balena, a est della stella τ Ceti.
Questo sistema è troppo debole per poter essere individuato ad occhio nudo. La stella fu scoperta nel 1949 dall'astronomo Willem Jacob Luyten che misurò il moto proprio di più di 520 000 stelle mediante un sistema a scansione fotografica automatica. Il sistema possiede un moto proprio piuttosto elevato pari a 3,35 mas all'anno.
Si tratta di un sistema binario le cui componenti sono entrambe nane rosse di massa e dimensioni pressoché identiche, mentre si differenziano per luminosità. La componente secondaria è generalmente meno luminosa ma è soggetta a brillamenti che possono farle aumentare notevolmente la luminosità.
Le due stelle orbitano attorno ad un centro di massa intermedio tra le due con orbite fortemente ellittiche (e=0,62) e con asse maggiore di 11 au (1 600 milioni di chilometri) con un periodo di 26,5 anni. La distanza relativa tra le due stelle oscilla tra un minimo di 2,1 au (310 milioni di chilometri) e 8,8 au (1 320 milioni di chilometri).
Luyten 726-8 A e la sua compagna Luyten 726-8 B possiedono una massa combinata pari al 20% di quella solare e meno di 11/100 000 della sua luminosità.

## Luyten 726-8 A (BL Ceti)
La prima componente è una nana rossa di tipo spettrale M5.6 Ve ha circa il 10% della massa del Sole, il 14% del suo diametro e meno di 6/100 000 della sua luminosità. Luyten 726-8 A ha una magnitudine apparente di +12,52 e una magnitudine assoluta di +15,46.  Nomenclature alternative per questa stella sono: BL Cet, Gliese 65 A, G272-61 A, LHS 9, NS 0139-1757 A e LDS 868.

## Luyten 726-8 B (UV Ceti)
La seconda componente è una nana rossa di tipo spettrale M6.0 V ha circa il 10% della massa del Sole, il 14% del suo diametro e meno di 4/100 000 della sua luminosità. Luyten 726-8 B ha una magnitudine apparente di +13,02 e una magnitudine assoluta di +15,96.  Nomenclature alternative per questa stella sono: UV Cet, Gliese 65 B, G272-61 B, LHS 10, NS 0139-1757 B, LDS 868 e Stella variabile di Luyten.
UV Ceti è un esempio estremo di stella variabile in grado di aumentare la luminosità di cinque volte in meno di un minuto, per poi tornare in due o tre minuti alla luminosità normale, oppure variare improvvisamente di nuovo dopo diverse ore. Nel 1952, UV Ceti venne osservata variare 75 volte la sua normale luminosità in solo 20 secondi. Costituisce il prototipo delle stelle variabili a brillamento che vengono anche definite variabili di tipo UV Ceti.

## Ricerca di pianeti nel sistema
Attorno a Luyten 726-8 A sono stati individuati, seppur non confermati, due oggetti candidati al rango di pianeti, rispettivamente di 1,1 e 0,4 MJ. Una più recente ricerca effettuata con il telescopio spaziale Hubble, tuttavia, non ha trovato evidenze per oggetti del tipo gioviano, o di stelle nane scure (Schroeder, 2000). In ogni caso, la distanza al quale un pianeta di tipo terrestre potrebbe vivere con acqua liquida dovrebbe trovarsi a meno di 0,0075 au (1,12 milioni di chilometri), con un "anno", periodo di rotazione del pianeta attorno alla stella, di non più di 17 ore. A una tale distanza, a causa del veloce moto di rivoluzione, la rotazione del pianeta verrebbe bloccata dalle intense forze di marea, così da avere un lato in un giorno perenne e l'altro in una notte perenne.
Tenendo inoltre in considerazione che le nane rosse variabili emettono oltre ad onde radio anche raggi X, di un'intensità fino a 10 000 volte superiore alle emissioni solari, letali per qualsiasi forma di vita su un ipotetico pianeta di tipo terrestre posto in orbita attorno alla stella variabile, e che la luce emessa da una nana rossa potrebbe essere troppo rossa per consentire una fotosintesi, risulta molto improbabile che possa essersi sviluppata la vita su un pianeta di tipo terrestre vicino ad una nana rossa variabile come quelle di questo sistema.

## Incontri ravvicinati
Il sistema delle due nane rosse è passato alla minima distanza dal Sole circa 28.700 anni fa, quando si avvicinò fino a 7,2 anni luce. Tra 31.500 invece, il sistema avrà un incontro ravvicinato con Epsilon Eridani, passando a 0,9 anni luce da essa. A quella distanza potrebbe perturbare diverse comete di un'eventuale nube di Oort di ε Eridani, deviandole nella parte interna del sistema di quest'ultima. L'incontro ravvicinato tra le due stelle durerà all'incirca 4600 anni.